# ヴィクベルト
ヴィクベルト（ドイツ語：Wigbert, ? - 976年以前）は、初代マイセン辺境伯（在位：965年ごろ - 976年以前）。

## 生涯
965年にゲロが亡くなると、辺境伯領が再編成され、現在のメクレンブルク＝フォアポンメルンにあったビルング辺境伯領からエルツ山地まで、そしてエルベ川－ザーレ川からオーデル川まで広がる広大な「ゲロ辺境伯領」が分割された。南東部のマイセン城の周囲にマイセン辺境伯が誕生した。ヴィクベルトの名はマクデブルク大司教区の設立文書にのみ記されている。ヴィッガー1世とギュンターの他の2人の辺境伯は後にツァイツとメルゼブルクの辺境伯となったため、ヴィクベルトはマイセン辺境伯であったとみられる。ヴィクベルトが他の資料に見られない理由については推測することしかできないが、おそらく当時はマイセンにおける統治が安全でないと考えられていたため、ヴィクベルトは辺境伯領では活動していなかった可能性もある。976年にはティートマール1世がマイセン辺境伯となった。